# Rajec
Rajec je město na severním Slovensku, v Žilinském kraji.

## Poloha
Město se nachází mezi Súľovskými vrchy a Malou Fatrou, v údolí řeky Rajčanka na hranici s Trenčínským krajem (okres Považská Bystrica), na jihovýchodě s okresem Martin. Je 5 km od Rajeckých Teplic, 20 km od Žiliny a asi 40 km od Prievidze. Ve městě končí lokální železniční trať Žilina–Rajec, prochází zde silnice I. třídy I/64. Sousedními obcemi jsou Malé Lednice, Kláštor pod Znievom, Valča, Kamenná Poruba, Jasenové, Malá Čierna, Kunerad, Rajecká Lesná, Veľká Čierna, Kľače, Ďurčiná a Šuja.

## Historie
První písemná zmínka o městě je z roku 1193. V roce 1358 zde stál hrad, který byl zbořen v roce 1644. Ve městě se vyvinula různá řemesla (obuvníci, řezníci). Město bylo osvobozeno od placení mýtného v roce 1609. V 17. století se rozvinula textilní výroba. Kostel sv. Ladislava ze 14. století byl v roce 1610 přestavěn. Renesanční radnice je ze 16. století.

## Partnerská města
- Krnov, okres Bruntál, Moravskoslezský kraj, Česko, 2010